# Elatostema bulbothrix
Elatostema bulbothrix là loài thực vật có hoa trong họ Tầm ma. Loài này được Stapf mô tả khoa học đầu tiên năm 1894.